# Lăpuș-bjergene
Lăpuș-bjergene (rumænsk: Munții Lăpușului, ungarsk: Lápos-hegység) er en gruppe bjerge i de østlige Karpater, beliggende i de nordlige rumænske distrikter Maramureș og Bukovina. Den maksimale højde af disse bjerge er omkring 1.800 moh. En flod også med navnet  Lăpuş løber gennem dalen.